# Свято «Віха» Лютенька
Свято «Віха» - місцева дохристиянська традиція в селі Лютенька, Гадяцького району, Полтавської області, що відбувається на "Зелені свята".Також ця традиція була поширена в Чернігівській області, зокрема в селі Хороше Озеро, нині Ніжинській район.

## Історія
Природа походження даного свята достовірно невстановлена. Етнографи стверджують, що дане свято є симбіозом язичницьких та християнських традицій.

## «Віха»
«Віха» - це прикрашений стовбур дерева встановлений на «вигоні» чи площі.  Стовбур (зазвичай сосновий) дерева обмотують «клеченням» (гілками клену, дубу, очеретом, папороттю), прикрашають кольоровими стрічками, фольгою, папером. На верхівці кріплять молоду сосну, ялинку чи ікону.
Серед мешканців села Лютенька можна спостерегти певну змагальність: кожен куток намагається встановити якомога вищу жердину (як правило, у цьому селі щороку встановлюють близько 20 віх!). Більше того, важливо вберегти її, адже хлопці з інших кутків намагалися будь-що зрізати соснину. Така поведінка мотивується тим, що можна означити пізніші культурні напластування на архаїчний обряд, що пов’язано з орієнтацією на розважальність. 
 Відео-ролик на YouTube

## Опис
В Троїцьку суботу на «Зелені святки», після поминальної літургії в церкві чоловіки, парубки та хлопчаки виїжджають у ліс за село, нарізають цілий віз гілок молодого клена і везуть “клечання” на вигін. Натомість жінки, дівчата готують прикраси для віхи (штучні квіти, стрічки). Попередньо наведена ілюстрація до реєстрового слова “Віха” у “Словнику української мови” Б. Грінченка також вказує на те, що прикрашали (“вбирали”) віху дівчата. Натомість у сучасному обряді, зафіксованому на Полтавщині, віху “клечають” усім кутком. У пошуку архаїчних смислів та їх зміни важливо наголосити, що у процесі встановлення давнього “майського дерева” (як архаїчного обряду, засвідченого у більшості європейських культур) перевагу надавали жінкам.
Поблизу «Віхи» встановлюють «шатро», розводять багаття, водять хороводи.  Відео-ролик на YouTube Всю ніч жителі кутка охороняють свою «Віху» від вандалів із сусідніх «кутків».  Вцілілі після ночі «Віхи» стоять ще цілий тиждень і на наступну ніч зі суботи на неділю їх спалюють.

## Галерея

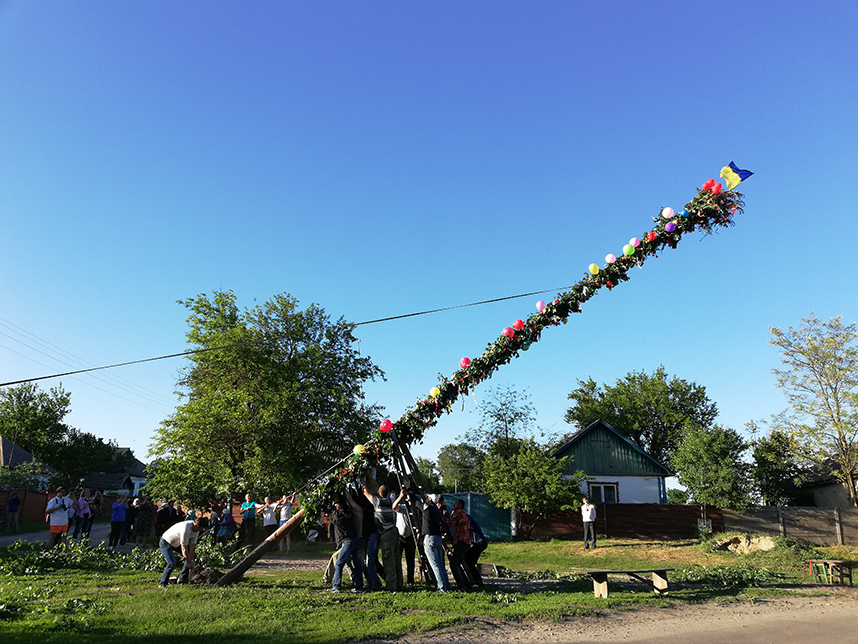
Встановлення Віхи. Лютенька 2018
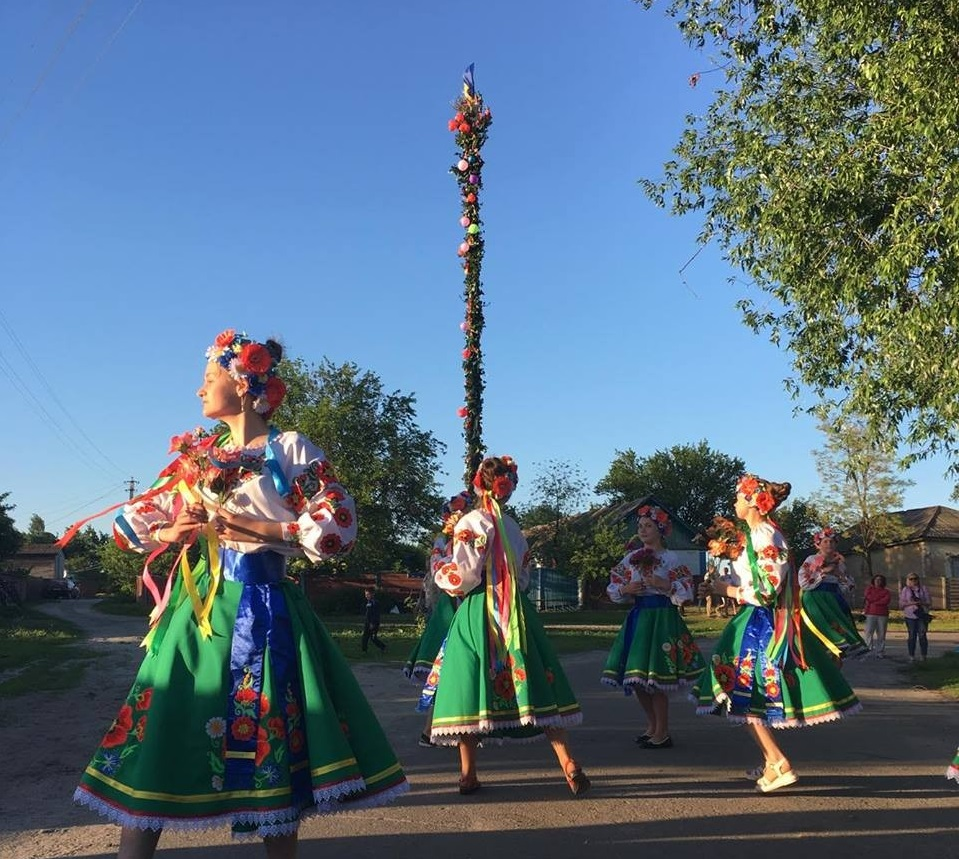
Віха. Лютенька

## Дивитись також
- Лютенька
- Лютенська сотня
- Гадяч